# Pontin’s International Open Series

Das zumindest 2008 verwendete Logo der PIOS

Die Pontin’s International Open Series, auch unter dem Akronym PIOS bekannt, war eine Serie von Snookerturnieren auf Amateurebene zur Qualifikation für die professionelle Snooker Main Tour. Sie wurde zwischen 2005 und 2010 parallel zu den Saisons der Profitour ausgetragen. Pro PIOS-Spielzeit fanden insgesamt acht Events statt, deren Ergebnisse am Ende in eine Gesamtwertung einflossen. Die besten acht Spieler erhielten eine Spielberechtigung für die folgende Saison der Profitour. Austragungsort der für Amateurspieler offen stehenden Tour war das World Snooker Centre im namensgebenden Pontin’s-Ferienresort in Prestatyn in Nordwales.

## Struktur

### Austragungsort und Teilnahme

Austragungsort der PIOS: Das Pontin’s-Ferienresort in Prestatyn (2018)

Fester Austragungsort aller Events der PIOS war das World Snooker Centre im Pontin’s-Ferienresort im nordwalisischen Prestatyn. Der damalige Vorsitzende des Weltverbandes, Rodney Walker, begründete 2004 bei der Ankündigung der neuen Turnierserie die Wahl des Austragungsortes damit, dass Pontin’s „hochkarätige Einrichtungen für die Austragung von Qualifikationsturnieren“ biete und das Unternehmen und der Snookersport bereits eine lange Verbindung haben würden. Tatsächlich wurden in den Ferienresorts von Pontin’s schon seit den 1970ern relativ wichtige Snookerturniere ausgetragen, darunter zum Beispiel in Prestatyn das professionelle Pontins Professional oder die renommierten Amateurturniere Pontins Spring Open und Pontins Autumn Open. Letztendlich konnte man Pontin’s auch als namensgebenden Sponsor der neuen Serie gewinnen. Gleichzeitig beteiligte sich das Unternehmen auch an der Organisation der Turnierserie, die damit praktisch eine Zusammenarbeit zwischen Pontin’s und World Snooker war. Im März 2005 gab es auch Pläne, ab der Saison 2006/07 vier zusätzliche PIOS-Events außerhalb von Prestatyn und dem Vereinigten Königreich in anderen europäischen Ländern auszutragen, diese Pläne wurden aber nie in die Tat umgesetzt.
Die Tour war offen für alle Amateurspieler, also jene Spieler, die in der betreffenden Spielzeit nicht auf der Profitour spielten. Zur aktiven Teilnahme mussten die Spieler eine gewisse Startgebühr zahlen. Die Modalitäten dafür wurden mit der Zeit geändert. Konnte man sich während der PIOS 2005/06 noch für jedes Event einzeln anmelden und die Startgebühr entrichten, so war dies bei der PIOS 2009/10 nur noch für alle acht Events gleichzeitig möglich. Eine Teilnahmepflicht bestand jedoch nicht, wodurch viele Spieler nicht an allen PIOS-Events einer Saison teilnahmen. Es gab auch keine Einschränkung hinsichtlich der geografischen Herkunft der Teilnehmer, sodass die Tour prinzipiell für Spieler aus allen Ländern offen war. Einzige zusätzliche Bedingung war die Mitgliedschaft im jeweiligen Nationalverband des Spielers. Auch der Weltverband erhoffte sich bei der Ankündigung nach eigener Angabe die Teilnahme internationaler Spieler, in der Praxis gehörten allerdings vorrangig britische Spieler zum Starterfeld. Die teilnehmenden Spieler mussten sich selbst eine Unterkunft besorgen, wenngleich im Pontin’s-Ferienresort Zimmer buchbar waren. Ausländische Spieler mussten sich gegebenenfalls zusätzlich auch um ein Visum für das Vereinigte Königreich kümmern. Bei späteren Saisons boten hierbei die Veranstalter von vornherein explizit ihre Unterstützung an.
Neben internationalen Teilnehmern nannte der Weltverband bei der Ankündigung 2004 auch junge, aufstrebende Spieler als Zielgruppe der damals neuen PIOS. So stand zum Beispiel die PIOS 2009/10 im Zeichen solch aufstrebender Juniorenspieler, von denen sich am Ende gleich mehrere qualifizieren konnten. Insgesamt nahmen nach Schwankungen während der ersten Saison in den nächsten PIOS-Spielzeiten konstant über hundert Spieler an allen Events teil. Eine Rekordzahl für die Teilnehmerzahl eines einzelnen Events wurde zu Beginn der Spielzeit 2008/09 mit etwa 150 Spielern erreicht. Trotz ihres Charakters als offene Tour gehörten häufig führende Amateurspieler zum Teilnehmerfeld der PIOS, und die PIOS selbst wurde als „Turnierserie von hoher Qualität“ gesehen. Matt Huart, damaliger Autor des Pro Snooker Blogs und späterer Funktionär bei World Women’s Snooker, bezeichnete zum Beispiel das Teilnehmerfeld der Saison 2009/10 als sehr stark. Die PIOS galt zudem als Möglichkeit für Amateure, mehr Spielpraxis zu sammeln und so ihre Fähigkeiten zu verbessern. Die Profitour wurde zu diesem Zeitpunkt für neue Spieler als schwieriges Terrain empfunden: in den wenigen Turnieren, die es überhaupt gab, trafen neue Spieler meist frühzeitig auf erfahrenere Spieler und schieden so schnell aus. Die PIOS mit ihren vielen Events und möglichen Spielen galt als gute Vorbereitung und für unerfahrene Spieler sogar als möglicher Ersatz für einen vorschnellen Gang auf die Profitour.

### Einzelne PIOS-Events
Jede PIOS-Saison wurde parallel zu den Spielzeiten der professionellen Main Tour ausgetragen und umfasste acht Events, die im Verlauf der Saison verteilt ausgetragen wurden. Während der PIOS selbst galten die üblichen Verhaltensregeln und beim Spielen selbst die normalen Regeln des Snookers. Im Vergleich zu Profiturnieren war der Dresscode für die teilnehmenden Spieler wesentlich legerer. Prinzipiell wurden die einzelnen Turniere im K.-o.-System ausgespielt und umfassten stets mehrere Runden. Die Aufsicht über die Durchführung hatten wie bei Profiturnieren sogenannte Turnierdirektoren inne. Schiedsrichter wurden im Gegensatz zu professionellen Turnieren nur in den Endrunden für jedes Spiel einzeln eingesetzt. In den früheren Runden überwachten sogenannte „umherziehende Schiedsrichter“ (englisch: roving referees) gleichzeitig die Durchführung mehrerer Partien. Prinzipiell sah der Weltverband die PIOS als Möglichkeit an, neuen Schiedsrichtern die Gelegenheit zu geben, erste Erfahrungen in der Leitung von relativ wichtigen Snookerspielen zu geben. Ein wie bei vielen Profiturnieren üblicher Übungsbereich wurde nicht offiziell eingerichtet, freie Tische konnten aber in Absprache mit dem Turnierdirektor zum Üben genutzt werden.
Abhängig von ihrem Ergebnis erhielten die Teilnehmer bei jedem Event Preisgelder, die über die Startgebühren finanziert wurden. Das Organisationsteam versprach dabei, mindestens 85 % der Eintrittsgelder in die Preisgelder zu investieren. Die Höhe der Preisgelder änderte sich zwischen 2005 und 2010 mehrfach, mitunter auch während einer einzigen Spielzeit. Im Durchschnitt erhielt der Sieger der Events aber etwa 3.000 £. Die Turnierpläne für die einzelnen Events wurden nicht über eine Setzliste erstellt, sondern zufällig ausgelost. Dieser Umstand wurde häufig kritisiert, da so regelmäßig führende Spieler der Tour noch in den frühen Runden eines Events aufeinandertrafen. Beispielsweise spielten in der ersten Runde des zweiten Events der Spielzeit 2009/10 Jack Lisowski und Liam Highfield gegeneinander, jene zwei Spieler, die zuvor im Finale des ersten Events gestanden hatten. Insbesondere bei den jeweils letzten Events der PIOS-Spielzeiten konnten solche Ansetzungen unter Umständen den Ausgang der gesamten Tour beeinflussen. Allerdings galten die Ergebnisse der PIOS-Events prinzipiell als nur schwer berechenbar.

### Gesamtwertung
Zusätzlich zu den Preisgeldern erhielten die Spieler abhängig von ihrem Abschneiden bei den einzelnen Events auch Punkte. Eine frühe Niederlage brachte wenig Punkte, der Turniersieg umso mehr. Die Verteilung der Punkte auf die einzelnen Runden blieb über den gesamten Austragungszeitraum der PIOS unverändert. Lediglich wurden in späteren Spielzeiten der PIOS zusätzlich 10 Punkte an jene gegeben, die vor der Runde der Runde der letzten 64 ausschieden, aber mindestens ein Spiel gewonnen hatten.
| Runde  | Sieger | Finalist | Halbfinalist | Viertelfinalist | Achtelfinalist | Letzte 32 | Letzte 64 |
| Punkte | 300    | 220      | 160          | 110             | 70             | 40        | 20        |

Die Punkte dienten am Ende einer Spielzeit als Grundlage für die Berechnung einer Rangliste (Order of Merit). Allerdings wurden nicht alle Ergebnisse für die Berechnung der Endwertung verwendet. In der ersten Saison wurden nur die besten sechs Ergebnisse jedes Spielers eingerechnet, in den folgenden Spielzeiten die besten sieben. Die Spieler hatten dadurch pro Saison mindestens ein Event, dessen Ergebnis für ihre Position in der Endwertung nicht relevant war. Letztendlich war diese Gesamtwertung aber viel wichtiger als die Preisgelder, denn die besten acht Spieler jener Rangliste erhielten Startberechtigungen für die jeweils nächste Profisaison. Prinzipiell galten während des Saisonverlaufs natürlich vor allem die Sieger der einzelnen Events als Favoriten auf einen Platz in den Top 8, allerdings gab es auch durchaus Teilnehmer, die trotz eines Turniersieges am Ende eine Qualifikation verpassten.

## PIOS-Qualifikanten

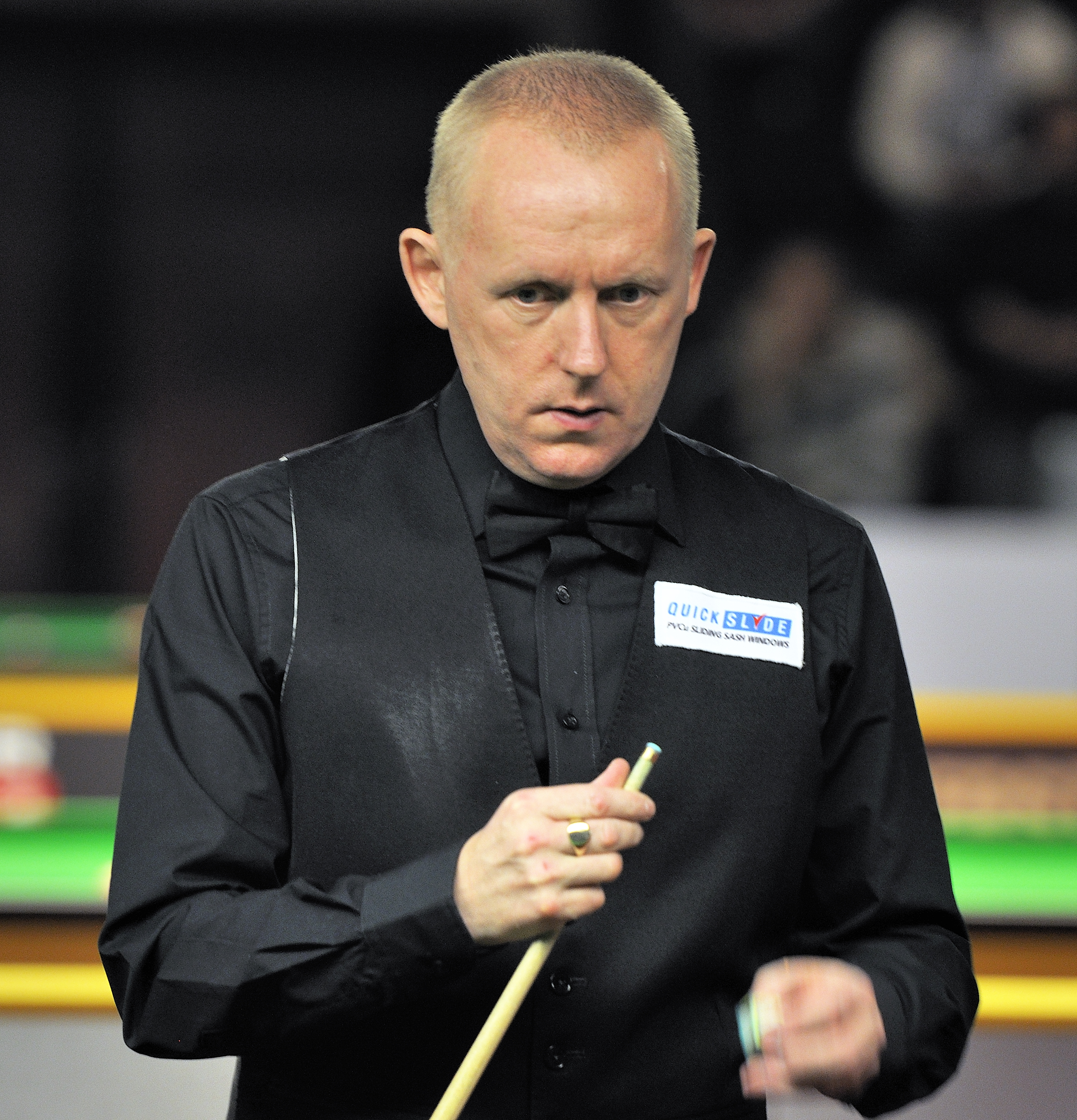
Paul Davison (hier 2014) qualifizierte sich als einziger Spieler dreimal über die PIOS für die Profitour

Die folgende Tabelle zeigt die Top 8 der Endwertung jeder PIOS-Spielzeit, also im Normalfall jene Spieler, die sich über die PIOS für die Profitour qualifizierten. Ausnahmen von dieser Regel sind angegeben.
| Saison  | Platz 1              | Platz 2          | Platz 3       | Platz 4        | Platz 5          | Platz 6        | Platz 7          | Platz 8        |
| ------- | -------------------- | ---------------- | ------------- | -------------- | ---------------- | -------------- | ---------------- | -------------- |
| 2005/06 | Liu Song             | Andrew Higginson | Ian Preece    | Chris Melling  | Mark Joyce       | Paul Davison   | Tian Pengfei     | Lee Page       |
| 2006/07 | Kurt Maflin (Anm. 1) | Leo Fernandez    | Lee Walker    | James McBain   | Munraj Pal       | Jamie O’Neill  | Matthew Selt     | Alex Davies    |
| 2007/08 | Kuldesh Johal        | Peter Lines      | Simon Bedford | Jamie Jones    | Matthew Couch    | Daniel Wells   | Paul Davison     | Lewis Roberts  |
| 2008/09 | Joe Jogia (Anm. 2)   | Xiao Guodong     | Lee Page      | Björn Haneveer | Stephen Rowlings | Ben Woollaston | Noppadon Sangnil | Craig Steadman |
| 2009/10 | Jack Lisowski        | Liam Highfield   | Paul Davison  | Anthony McGill | Kyren Wilson     | Jamie O’Neill  | Justin Astley    | Jamie Jones    |

## Geschichte
In den 1990ern hatte die Profitour keine Qualifikationsbeschränkungen, wodurch hunderte Spieler an den Profiturnieren teilnahmen. Um die ausufernde Tour wieder unter Kontrolle zu bringen, versuchte der Weltverband ab Ende der 1990er, eine „zweitklassige“ Profitour zu etablieren. Die sogenannte Main Tour als eigentliche Profitour wurde auf grob hundert Spieler begrenzt, alle anderen Spieler wurden in die UK Tour deklassiert. Diese wurde danach auf regelmäßiger Basis ausgetragen, später aber in Challenge Tour umbenannt. Die Teilnehmer der UK Tour / Challenge Tour wurden offiziell ebenfalls als „Profispieler“ bezeichnet, durften aber nur an den wenigsten Turnieren der Main Tour teilnehmen. Neben vereinzelten anderen Wegen stellte die UK Tour / Challenge Tour für Spieler, die nicht Mitglied der Main Tour waren, den Hauptweg zur Qualifikation dar. Während für die Teilnahme an dieser zweitklassigen Tour sportliche Qualifikationsbeschränkungen existierten, hatte man 2001/02 auch mit einer offenen Tour experimentiert. Im Gegensatz zur späteren PIOS war die sogenannte WSA Open Tour nicht nur für alle Amateurspieler, sondern auch für Profispieler offen. Sie umfasste sechs Events und sollte ebenfalls über eine Gesamtwertung mehreren Spielern eine Qualifikation für die Profitour ermöglichen. Die WSA Open Tour 2001/02 blieb allerdings die einzige Ausgabe in diesem Format.
2003/2004 übernahm der Funktionär Rodney Walker den professionellen Snooker-Weltverband und versuchte, den gesamten Sport umzustrukturieren. Mit der Saison 2005/06 sollten diese Reformen greifen. Sie umfassten unter anderem eine weitere Reduzierung der Main-Tour-Spieler auf angedachte 64 Spieler und eine Reform der Qualifikationsstruktur. Die Challenge Tour wurde aus Kostengründen dabei nach der Saison 2004/05 eingestellt. Das bedeutete auch das Ende des Konzepts einer „zweitklassigen“ Profitour; ab 2005 waren auch offiziell nur noch die Main-Tour-Spieler „Profispieler“. Stattdessen kündigte der Weltverband im September 2004 eine neue Qualifikationsserie an, die ab Sommer 2005 ausgetragen werden sollte: die Pontin’s International Open Series, die häufig unter dem Akronym PIOS firmierte. Die PIOS sollte die Rolle der Challenge Tour als wichtigsten Qualifikationsweg für die Main Tour übernehmen. Der Weltverband kündigte zunächst eine Serie von acht Turnieren an, die über eine Gesamtwertung zehn Teilnehmer für eine Tour School als einziges direktes Qualifikationsturnier für die Main Tour ermitteln sollte. Diese ursprünglichen Pläne wurden in den nächsten Monate abgeändert. Die weitere Reduzierung der Main-Tour-Spieler entfiel am Ende genauso wie das auch als World Snooker Qualifying School bezeichnete Qualifikationsevent. Die PIOS wurde dagegen beibehalten, nun sollten aber acht Spieler direkt Startplätze auf der Main Tour bekommen, nach wie vor über eine Gesamtwertung nach acht Turnieren. Auch wenn die PIOS vom Status her als reine Amateur- und nicht als professionelle Tour ähnlich wie die Challenge Tour angelegt war, bezeichnete sie David Hendon noch 2009 als „quasi die zweitklassige Tour des Snookers“. Später beschrieb sie selbst der professionelle Weltverband als secondary tour.
Bereits in der Saison 2005/06 wurde die erste Ausgabe der PIOS gespielt, im Vergleich zur Challenge Tour gab es also einen nahtlosen Übergang. Im sechsten Event der Debüt-Saison spielte Peter Lines ein Maximum Break. Die Pläne mit acht Qualifikanten pro Saison wurden tatsächlich in die Praxis umgesetzt. Bis zu ihrer Abschaffung 2010 diente die PIOS also Saison für Saison als ein möglicher Qualifikationsweg für die Profitour. Das Ende fiel in eine durch die Reformen von Barry Hearn ausgelöste Umbruchsphase des professionellen Snookers. Hearn hatte 2009 Walker als Vorsitzenden des Weltverbandes abgelöst, nachdem immer mehr Kritik am schlechten wirtschaftlichen Zustand des Sportes unter der Administration von Walker aufgekommen war. Als direkter Ersatz für die alte PIOS entstand unter Hearn die Q School, die anstelle einer Tour nur zwei bis drei Events umfasste, die kompakt innerhalb kurzer Zeit zwischen dem Ende der alten Saison und dem Anfang der neuen Spielzeit ausgetragen wurden. Die Halbfinalisten der Q-School-Events erhielten eine Startberechtigung für die Profitour. Indirekt konnte auch die neue Players Tour Championship (PTC) die Abschaffung der PIOS kompensieren. Eigentlich handelte es sich bei der PTC um eine Serie kleinerer Profiturniere, doch auch Amateure konnten an den Events oder zumindest an einer vorherigen Amateur-Qualifikation teilnehmen. Als Gründe für die Abschaffung der PIOS galten vor allem die Langwierigkeit und der Organisationsbedarf, verbunden mit den geringen Kosten des neuen Q-School-Formats. Zudem hatten Profispieler, die die direkte Qualifikation für die nächste Profi-Saison verpasst hatten, mit der Q School nunmehr die Möglichkeit, sich direkt wieder zu qualifizieren. Bei der PIOS hatten solche Spieler mindestens ein Jahr lang auf ihre Rückkehr warten müssen.

## Mediale Rezeption
Mindestens ein Wettanbieter bot die Möglichkeit an, auf den Ausgang der PIOS-Turniere Sportwetten abzuschließen. Die mediale Berichterstattung über die PIOS konzentrierte sich auf das Global Snooker Centre, das ab 2009 unter dem Namen Global Snooker firmierte. Die von Janie Watkins geführte Website arbeitete nach eigener Angabe direkt mit Pontin’s zusammen. Auf der Seite wurden ausführliche Informationen über die PIOS sowie über die einzelnen Events veröffentlicht. Die Seite bot insbesondere auch sogenannte Livescores an, also zeitnahe Informationen über die Ergebnisse der einzelnen Spiele. Zusätzlich umfasste das Angebot des Global Snooker Centres unter anderem auch die Ranglisten der PIOS und Angaben über die teilnehmenden Spieler. In späteren Jahren veröffentlichte das auch als Global Cue Sports Centre bekannte Portal auch Videoaufnahmen von PIOS-Spielen. Abgesehen davon veröffentlichte Matt Huarts Pro Snooker Blog seit dessen Start 2008 ebenfalls regelmäßig Artikel über die PIOS, oftmals aber unter Bezugnahme auf das Global Snooker Centre. Weitere Artikel über die PIOS veröffentlichte der Journalist David Hendon unregelmäßig im Snooker Scene Blog, einer mit der Fachzeitschrift Snooker Scene assoziierten Website. Andere Medien veröffentlichen nur selten Berichte über die PIOS; das allgemeine mediale Interesse an der PIOS war eher gering.